# Engie
Engie je společnost zabývající se výrobou a distribucí elektřiny. Jejím hlavním akcionářem je francouzský stát, který vlastní čtvrtinu kapitálu (23,64 % kapitálu a 33,84 % hlasovacích práv společnosti Engie).
V roce 2016 se skupina pustila do transformace zaměřené na digitalizaci a přechod k využití nových zdrojů energie.
Skupina má sídlo v Paříži a je přítomna na indexech akciových trhů: CAC 40 a Euronext 100.